# OPS-9
OPS-9は、富士通製の2次元レーダー。海上自衛隊の自衛艦において、対水上捜索レーダーとして搭載された。

## 概要
本機種は、沖電気工業製のOPS-4の後継となる、掃海艇向けのより高解像度のXバンド・レーダーとして開発された。開発は、当時漁船用レーダーでシェアを伸ばしていた富士通によって行われることになった。またイギリス製の978型レーダーの技術が導入されたともされている。
OPS-9の特長は、導波管スロットアレイアンテナとしては異例の、全長4メートルにもおよぶ長さにある。導波管スロットアレイアンテナは、導波管の側面にマイクロ波放出入のためのスロット穴を等間隔に空けた構造となっている。発振時には各々のスロット穴から放出されたマイクロ波は、干渉して水平方向にシャープなビームを形成する。これによって方位精度の向上が期待できる。一般的な導波管スロットアレイアンテナでは導波管に流れるマイクロ波が端から端へ流れるように配置されているが、本レーダーは全長が長いので発振時に導波管に流れるマイクロ波が中央から両端に向けて流れるように配置された。
原型機OPS-9のほか、順次にB, C型が開発された。当初のOPS-9は送受信機・アンテナ部・指示器および真方位指示器で構成されていたが、OPS-9Bでは指示器の中に真方位指示器を組み込むとともに、方位情報を外部に伝送できるシンクロ発振器を組み込み、またソリッドステート化によって重量も軽減されている。
OPS-9は1966年（昭和41年）に実用化されたのち、OPS-4と同様、掃海艇のほかにも輸送艦艇や支援艦艇に広く搭載された。その後、1993年（平成5年）には、日本無線（JRC）により発展型のOPS-39が開発され、本機の後継となった。ただし現在ではOPS-20などの航海レーダーが配備されていることから、OPS-39の配備はおおむね機雷戦艦艇に限定されている。

## 搭載艦艇
OPS-9
- 機雷戦艦艇
  - かさど型掃海艇　（40～41MSC）※後期建造艇
  - たかみ型掃海艇（42～50MSC）
  - はつしま型掃海艇（51～62MSC）
- 輸送艦艇
  - あつみ型輸送艦（45～50LST）
  - ゆら型輸送艦（54LSU）
- 補助艦艇
  - 補給艦「はまな」（35AO） ※OPS-4から換装して後日装備
  - 海洋観測艦「あかし」（42AGS）
  - 海洋観測艦「すま」（54AGS）
  - 試験艦「くりはま」（53ASE）

OPS-39
- 機雷戦艦艇
  - うわじま型掃海艇（63～06MSC）
  - すがしま型掃海艇（07～15MSC）
  - ひらしま型掃海艇（16～18MSC）
  - えのしま型掃海艇（20～23MSC）
  - やえやま型掃海艦（01～02MSO）
  - あわじ型掃海艦（25MSO）
- 補助艦艇
  - 砕氷艦「しらせ」（17AGB）